# Бијело вино
Бијело вино је вино најчешће произведено од бијелог грожђа. Осим по врсти грожђа, оно се од црног вина разликује и по технологији производње.

## Производња
Бијело вино настаје ферментацијом сока грожђа, без коже и петељки.
Могућа је и производња бијелог вина од црног грожђа. Такво вино се назива Кларет (Claret) односно у Француској и као Бланк де Ноар (Blanc de Noirs - шампањац). Пошто црвена боја вина потиче из коже грожђа, при производњи ових вина се посебан акценат ставља на квалитет грожђа и брзину прераде, да би се кожа што прије одвојила од сока и избјегло бојење сока пигментима боје из коже.
После тога се свјеже исцијеђеном соку додају кисеоник и желатин, чиме се преостале крупније честице сабирају на површини и одвајају. Алтернативно се исцијеђени сок филтрира или поново циједи.
Тако припремљеном соку се додају посебни квасци (Saccharomyces cerevisiae и/или Baianus) након чега мошт ферментира на температури између 15 и 20 °C.
После процеса ферментације, из „младог вина“ се издвајају остаци квасца и додају одређена сумпорна једињења, чиме се покушава остварити његова микробиолошка стабилност.
Прије пуњења у флаше, вино се филтрира или му се додају разне ароме и додаци и сл.

## Медицински аспекти
Бијело вино у себи има доста мање хистамина од црног вина. То је посебно важно особама које не подносе хистамин и истовремено се не желе одрећи конзумације вина. Релативно мала киселост црног вина из предјела ближих екватору, побољшава стварање хистамина, док веома кисела бијела вина га практично и не садрже.

## Састојци грожђа имошта

### Стабљика
Стабљика је зељаста грана која носи грожђе. Састоји се од око 80% воде, растворљивих минерала (скоро 3%, половина којих је калијум) и полифенола. Полифеноли су углавном танини и одговорни су за горак укус и осећај трпкости. У производњи белог вина стабљика не садржи користан део: њена влага може да изазове разређивање, а присуство танина није пожељно у вину. Због тога се брзо изолује од остатка жетве, мућкањем или присовањем.

### Бобица грожђа
Бобица се састоји од коже, меснатог дела (или пулпе) и семенки. Семенке су тврде и чине 2 до 5% тежине бобице. Семенке садрже 25-45% воде, 34-36% угљених хидрата, 13-20% масти (уље семенки грожђа), 4-6% танина, 4-6,5% протеина, 2-4% минерала и 1% масних киселина. Њихов допринос у белом вину је нула, јер се уклањају при пресовању. Притисак при овој операцији је недовољан да се садржај извади из семена.
Кожа сачињава 6-12% тежине грожђа. На површини је превучена пруинесценсем, воштаним премазом који даје мат финиш боји грожђа и садржи квасац одговоран за ферментацију. Кора грожђа такође садржи испарљива једињења у својим дубљим слојевима. Она су одговорна за арому грожђа и за молекуле који постају арома вина током ферментације: они су „прекурзори ароме“. У црвеном грожђу филм такође садржи антоцијанине или обојену материју која је од светло до пурпурно црвене. За производњу белог вина од црвеног грожђа потребно је да се грожђе не мацерира, нити да се прејако притиска током бербе да би се избегло растварање антоцијанина у соку од грожђа. Кожа има знатан садржај целулозе, нерастворљивих пектина и протеина, и органских киселина: лимунске, јабучне и винске киселине. Кожа грожђа совињон блан Б има pH од око 4,15. Кожа такође садржи између 2 и 3% танина.
Меснати део грожђа је најважнији део, који обухвата између 75 и 85% тежине грожђа. Он се састоји се од великих полигоналних ћелија са врло танким зидовима. Са ниским притиском ћелије пропуштају свој садржај: сладовину. Месо грожђа садржи углавном воду. Органске компоненте су ферментабилни шећери (између 170-230 грама за суво вино и између 200 и 300 грама по литру или чак више за десертна вина) и органске киселине, посебно јабучна киселина и винска киселина. Киселине се јављају у већим количинама у средишту бобице, док су шећери у већим пропорцијама на периферији. Ова хетерогеност у дистрибуцији шећера, киселина и неорганских једињења у бобици користи се током пресовања, посебно у пресовању шампањца. Овај процес их раздваја, што се користи за одређивање прогреса „бербе“, првог и другог степена, и на крају остаје ребека која је недовољног квалитета за прављење AOC вина.

#### Шећери
Шећери су угљени хидрати добијени фотосинтезом. Сахароза се ствара у лишћу и улива се у биљку где се разлаже на глукозу и фруктозу и акумулира у бобицама где је карактеристика сазревања грожђа. Много различитих шећера коегзистира: најчешћи су глукоза и фруктоза које конзумира анаеробни квасац да их претвори у алкохол током ферментације. Ови шећери су присутни у углавном једнаким количинама. Да би се потврдило окончање ферментације, они се могу квантификовати хемијским тестом (глукоза и фруктоза су „редукциони” шећери који реагују са раствором алкалног бакра који се назива Фелингов реагенс), ензиматском методом или инфрацрвеном спектроскопијом.
Остали шећери уопште нису ферментативни. Након конзумирања квасца, однос неферментирајућих шећера (оних које квасац не конзумира: арабинозе и ксилозе) је између 0,5 и 1,7 грама по литру. Шећери контролишу укус - уравнотежују пикантну киселост и сагућу сензацију алкохола.

#### Органиске киселине
Органске киселине су углавном јабучна и винска киселина. Винска киселина је карактеристика грожђа; у лишћу се њен садржај креће од 5 до 7 грама по литру. Јабучна киселина је присутна у зеленом грожђу, а њен однос опада са сазревањем и досеже између 2 и 7 грама по литру при берби. Распон је веома широк у зависности од сорте и земљишта, при чему се у топлој клими јављају ниже стопе, јер топлота убрзава деградацију. Постоји множтво киселина које су заступљене у малим количинама: лимунска киселина, аскорбинска киселина, α-кетоглутарна киселина, фумарна киселина, галактуронска киселина, кумарна киселина итд. Њихова променљива количина варира pH сладовине. Мошт од белог вина генерално је киселији од црвеног мошта, једноставно зато што је зрелост мање узнапредовала.

#### Витамини
Витамин Ц (или аскорбинска киселина) присутан је у грожђу и мошту до 50 милиграма по литру. То је заштита у сладовини од феномена оксидације. У присуству кисеоника производи водоник пероксид; овом реакцијом лишава ензиме у сладовини кисеоника који је неопходан за оксидацију вина. Од 1962. додавање витамина Ц у вино је дозвољено на највише 15 грама по хектолитру у време паковања ради стабилизације вина. Експерименти крајем 2000-их покушали су да одреде метод за додавање у свеже плодове или у сладовину.
Витамин Б1 или тиамин присутан је у концентрацији између 0,2 и 0,5 милиграма по литру. Овај витамин је неопходан за правилан раст квасаца који осигуравају алкохолну ферментацију. У мошту здравог грожђа природна количина довољна је за квасац. С друге стране, за деградирану жетву (утицајем сиве буђи), разградња овог витамина доводи до тога да га винар додаје у мошт како би осигурао несметану ферментацију. У случају бербе са врло бистром сладовином и ниском температуром, квасац делује ограничено, а додавањем тиамина може се избећи тежак завршетак ферментације. Законодавство ограничава количину додату на 30 милиграма по хектолитру.

#### Минерални елементи
Сладовина такође садржи минерале. Натријум, калијум и магнезијум су најчешћи. Калијум, а такође и калцијум могу формирати соли са винском киселином: калијум битартрат и неутрални калцијум тартрат при pH вредности вина. Када се достигне њихов праг растворљивости, оне се таложе и то доприноси смањењу киселости сладовине. У јужним регионима где понекад јавља недовољна киселост то може бити узрок недостатка додатне киселости.

### Главни извори
- Guide to Grape Varieties, 300 varieties and their vines, Ambrosi, Dettweiler-Münch, Rühl, Schmid, and Schuman; ULMER, (1997)  2-84138-059-9

- Hugh Johnson, A World History of Wine from Antiquity to Modern Times, Hachette, (1990)  2-01-015867-9

- Collective work, The Hachette Guide to the Wines of France 2010, Hachette pratique, August (2009)  978-2-01-237514-7

- Catalogue of varieties and clones of grapevines grown in France, ENTAV – INRA – ENSAM – ONIVINS, ENTAV and Ministry of Agriculture and Fisheries, (1995)  2-9509682-0-1